# ظهير بن رافع
ظهير بن رافع صحابي من الأنصار، شهد العقبة الثانية وبايع النبي بها، ولم يشهد غزوة بدر، وشهد غزوة أحد وما بعدها من المشاهد هو وأخوه مظهر بن رافع، هو عم رافع بن خديج ووالد أسيد بن ظهير، وأنس بن ظهير الصحابيين. روى عنه الحديث رافع بن خديج.

## نسبه
هو أبو رافع الأنصاري ظُهَيْرُ بنُ رَافِع بن عَدِيّ بن زَيْد بن جُشَم بن حارثة بن الحارث بن الخَزْرج بن عَمْرو، وهو النَّبيت بن مالك بن الأَوس الأَنصاري الأَوسي، أمه كلثوم بنت عَمرو بن كعب بن عَبْس بن حَرام بن جُندَب مِن بني عدي بن النجار، وَلَدَ ظُهَير بن رافع : أسيدًا وأنساً وعَمِيرَةَ وأمهم فاطمة بنت بشر بن عدي، وعبد الرحمن لا عَقِبَ له، وأمه أم ولد.

## سيرته
شهد ظهير العقبَة الثّانية، وبايع النبيَّ، واختلف حول بدر هل شهدها أم لا، وشهد أُحدًا، وما بعدها من المشاهد، روى الحديث، فعن رافع بن خديج، عن عمه ظهير بن رافع، قال: «نهانا رسول الله صلى الله عليه وسلم عن أمر كان لنا نافعًا، دعاني رسول الله صلى الله عليه وسلم فقال: "ما تصنعون بمحاقلكم؟ قلت: نكريها على الربع والثمن. فقال: "لا تفعلوا، أو ازرعوها، أو أمسكوها". قلت: سمعا وطاعة.»